# Hafen Barrow-in-Furness

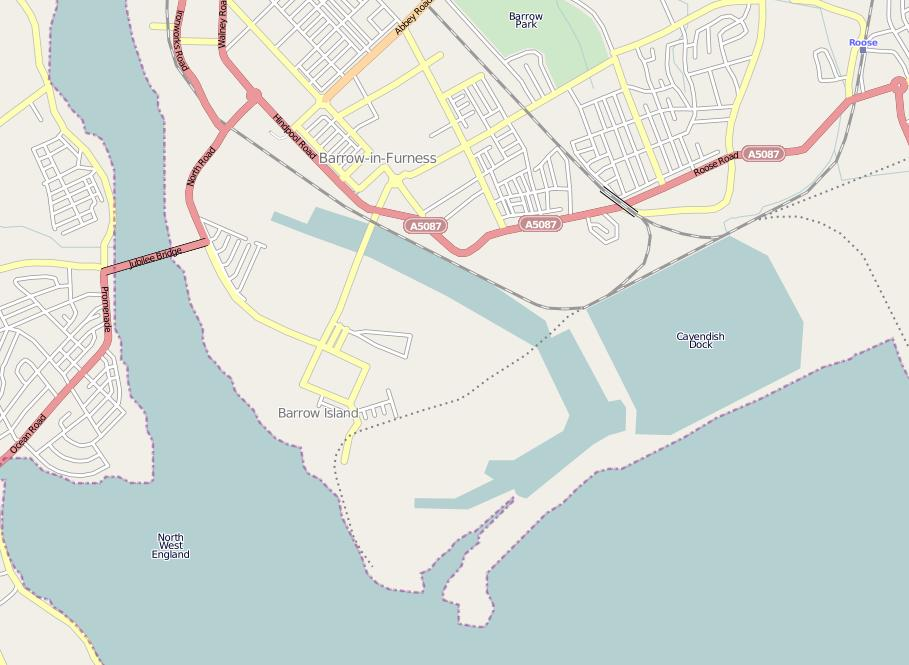
Übersichtskarte des Hafens

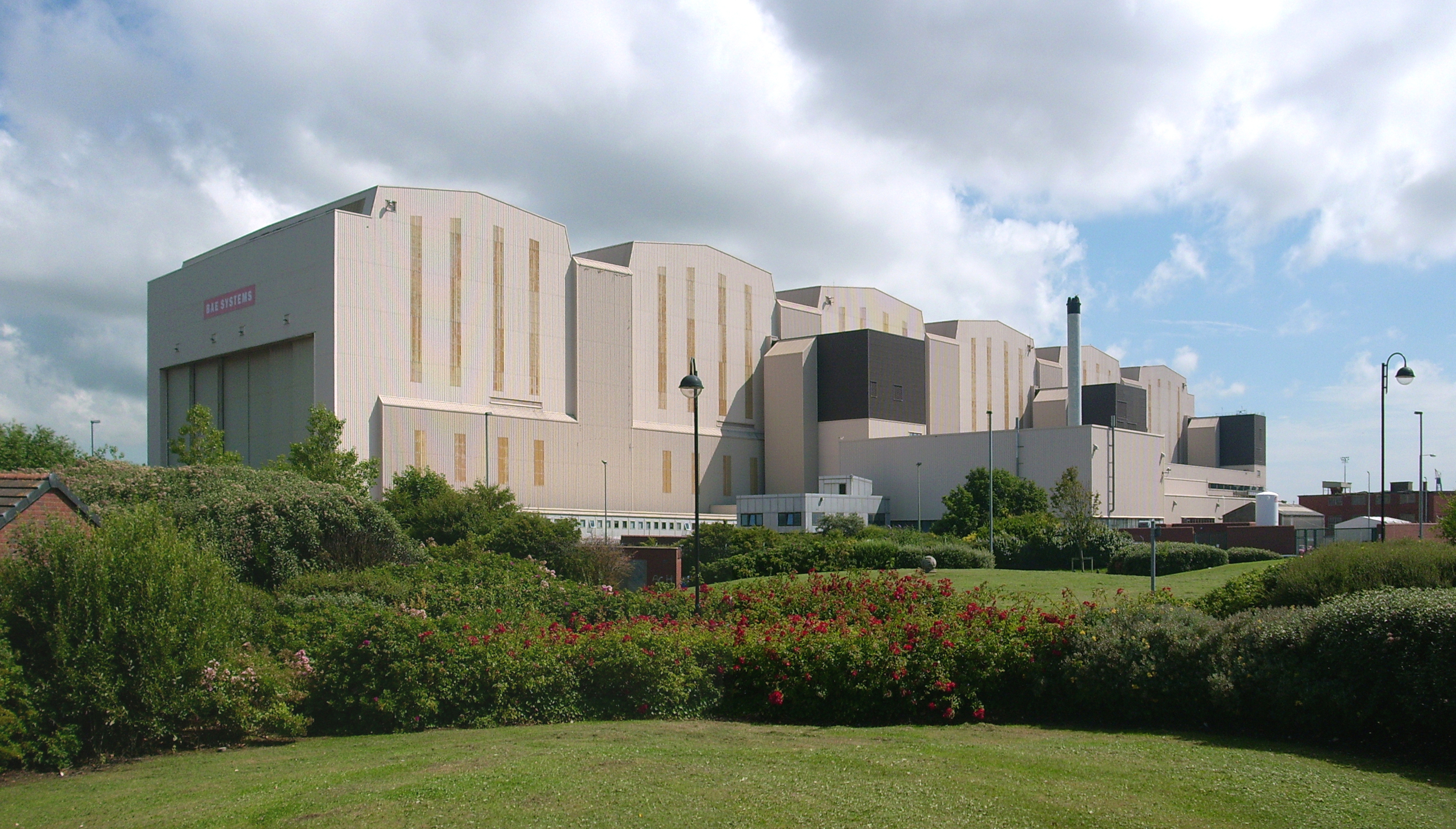
Die Devonshire Dock Hall im Hafen von Barrow

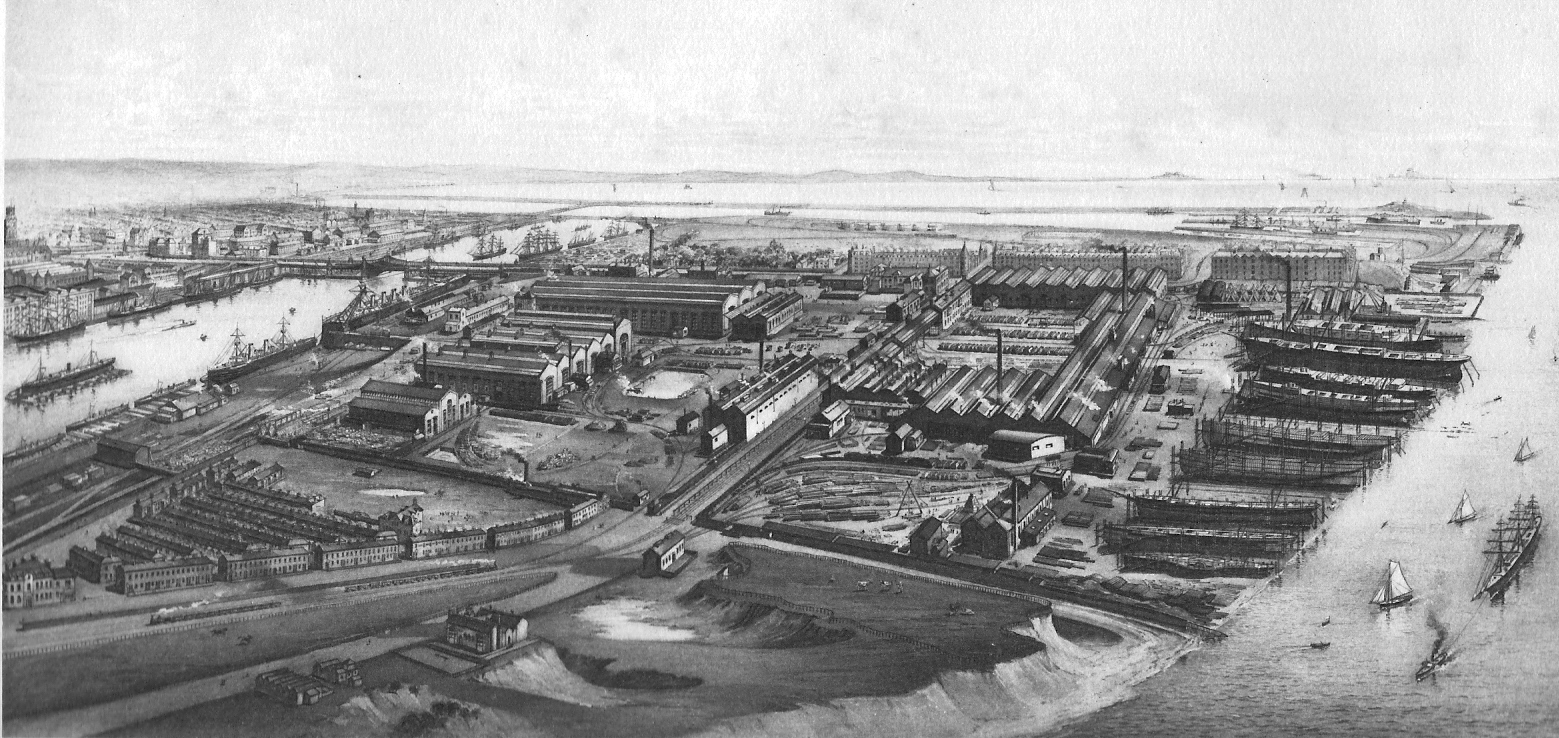
Der Hafen und die Schiffswerft von Barrow 1890

Der Hafen Barrow ist der Hafen der Stadt Barrow-in-Furness, Cumbria in England. Die Morecambe Bay liegt südöstlich des Hafens und die Irische See umschließt ihn im Süden und Westen. Der Hafen gehört zur Zeit der Associated British Ports Holdings, die ihn auch betreibt. Kleine Teile des Hafengebietes gehören BAE Systems Submarine Solutions.
Der Hafen ist zum größten Teil ein Dockhafen, d. h., er liegt hinter einer Schleuse und sein Wasserstand ist nicht durch die Gezeiten beeinflusst. Im Hafengebiet befinden sich sechs Hafenbecken: Devonshire Dock, Buccleuch Dock, Ramsden Dock und Anchor Line Basis befinden sich hinter der Schleuse (Ramsden Dock Lock), das Ramsden Dock Basin liegt außerhalb und ist die Zufahrt zur Schleuse. Hier befindet sich eine RoRo-Anlage. Weiterhin befindet sich das Cavendish Dock im Hafengebiet, bei dem es sich um ein Wasserreservoir handelt, das nicht als Hafen genutzt wird. Am Ufer des Walney Channels befinden sich ehemalige Schiffsliegeplätze außerhalb der Schleuse.
Der Hafen ist der einzige Tiefwasserhafen an der Westküste des Vereinigten Königreichs zwischen dem Hafen von Liverpool und dem Hafen von Glasgow. Im Hafen von Barrow wurden im Laufe seiner Geschichte über 800 Schiffe gebaut und er ist heute der einzige Ort, in dem U-Boote in Großbritannien gebaut werden. Der Hafen hat eine wichtige Rolle für die Nuklearanlage von Sellafield, das Kraftwerk von Roosecote, das Gasterminal von Rampside und die Offshore-Windparks Barrow und Ormonde. Der Hafen von Barrow wird auch von Kreuzfahrtschiffen angelaufen.

## Geschichte
Das auf der Halbinsel Furness geförderte Eisenerz wurde seit 1846 von der Furness Railway zum Hafen auf Roa Island befördert. Der zwischen der Barrow Island, die damals noch eine richtige Insel war, und der Stadt Barrow-in-Furness gelegene Hafen wurde zwischen 1867 und 1881 gebaut und ersetzte den Hafen auf der Insel Roa.
Das erste in Barrow gebaute Schiff die Jane Roper war bereits 1852 vom Stapel gelaufen. Am 18. Februar 1871 wurde die Barrow Shipbuilding Company gegründet und damit wuchs der Schiffbau in Barrow. 1873 wurde das erste Dampfschiff, die Duke of Devonshire, in Barrow gebaut. 1897 wurde die Barrow Shipbuilding Company von der Stahlfirma Vickers übernommen und der Schiffbau wurde der größte Arbeitgeber der Stadt. 1901 wurde das erste U-Boot der britischen Marine, Holland 1, in Barrow gebaut, genauso wie 1960 die Dreadnought das erste britische U-Boot mit Nuklearantrieb und die Resolution, das erste mit Nuklearwaffen ausgestattete U-Boot der britischen Marine. U-Boote der Swiftsure-Klasse, der Trafalgar-Klasse und der Vanguard-Klasse wurden ebenfalls in Barrow gebaut. Mit dem Ende des Kalten Krieges wurde in der ersten Hälfte der 1990er Jahre der Schiffbau in Barrow stark verkleinert.
Die 1986 gebaute Devonshire Dock Hall ist mit einer Höhe von 51 m das höchste Gebäude in Cumbria und mit einer Grundfläche von 25.000 Quadratmetern eine der größten Schiffbauhallen der Welt.